# Shin Yu-Bin
Shin Yu-Bin (en coreano: 신유빈; Suwon, 5 de julio de 2004) es una deportista surcoreana que compite en tenis de mesa. Participó en dos Juegos Olímpicos de Verano en los años 2020 y 2024, obteniendo dos medallas de bronce en París 2024 en los torneos de equipo y dobles mixto. Corea del Sur

## Palmarés internacional
| Juegos Olímpicos | Juegos Olímpicos | Juegos Olímpicos  | Juegos Olímpicos |
| Año              | Lugar            | Medalla           | Prueba           |
| ---------------- | ---------------- | ----------------- | ---------------- |
| 2024             | París (Francia)  | Medalla de bronce | Equipo           |
| 2024             | París (Francia)  | Medalla de bronce | Dobles mixto     |